# Serie A1 2005-2006 (pallanuoto maschile)
La Serie A1 2005-2006 è stata l'87ª edizione del campionato italiano maschile di pallanuoto disputato dal 1912, anno della sua prima edizione. Le fasi preliminari si sono svolte dal 21 ottobre 2005 all'11 marzo 2006. I play-off scudetto sono stati disputati dal 25 marzo al 31 maggio e i play-out per la retrocessione dal 29 marzo al 10 maggio.
La Pro Recco si è laureata campione d'Italia per la ventesima volta, superando il Posillipo nella quarta gara di finale. I play-out hanno sancito la retrocessione in Serie A2 di Lazio e Telimar Palermo.

## Squadre partecipanti
| Club              | Città          | Piscina                                 | Stagione 2004-2005                                       |
| ----------------- | -------------- | --------------------------------------- | -------------------------------------------------------- |
| Bogliasco         | Bogliasco (GE) | Piscina comunale di Bogliasco           | 14ª in Serie A1                                          |
| CN Salerno        | Salerno        | Piscina Simone Vitale                   | 1ª nel Girone Sud di Serie A2; vincitrice Play-off       |
| Florentia         | Firenze        | Piscina Goffredo Nannini                | 7ª in Serie A1                                           |
| Catania           | Catania        | Piscina di Nesima                       | 12ª in Serie A1                                          |
| Camogli           | Camogli (GE)   | Piscina Giuva Baldini                   | 14ª in Serie A1                                          |
| Chiavari          | Chiavari       | Piscina Mario Ravera                    | 6ª in Serie A1                                           |
| Bissolati Cremona | Cremona        | Piscina sociale di Cremona              | 5ª in Serie A1; vincitrice della Coppa Italia            |
| Lazio             | Roma           | Complesso natatorio del Foro Italico    | 10ª in Serie A1                                          |
| Leonessa          | Brescia        | Piscina PalaSystema                     | 4ª in Serie A1                                           |
| Nervi             | Genova-Nervi   | Piscina Sciorba                         | 8ª in Serie A1                                           |
| Ortigia           | Siracusa       | Piscina Paolo Caldarella                | 11ª in Serie A1                                          |
| Plebiscito Padova | Padova         | Centro sportivo del Plebiscito          | 1ª nel Girone Nord di Serie A2; vincitrice Play-off      |
| Telimar Palermo   | Palermo        | Piscina olimpionica comunale di Palermo | 13ª in Serie A1                                          |
| Posillipo         | Napoli         | Piscina Felice Scandone                 | 2ª in Serie A1; Campione d'Europa in carica              |
| Pro Recco         | Recco (GE)     | Piscina Giuva Baldini, Camogli (GE)     | 3ª in Serie A1                                           |
| Savona            | Savona         | Piscina comunale olimpica               | 1ª in Serie A1; Campione d'Italia e vincitrice Coppa LEN |

## Prima fase
Le 16 squadre sono state divise in quattro gironi da quattro squadre ciascuno. Alla conclusione dei gironi le prime due in classifica sono state inserite nel gruppo A della seconda fase e le altre otto squadre nel gruppo B. In caso di parità di punti contano, come primo parametro, gli scontri diretti, seguiti dalla differenza reti totale.

### Girone 1
|    | Prima fase 2005-2006 | Pti | G | V | N | P | GF | GS | DR  |
| -- | -------------------- | --- | - | - | - | - | -- | -- | --- |
| 1. | Savona               | 18  | 6 | 6 | 0 | 0 | 63 | 41 | +22 |
| 2. | Nervi                | 7   | 6 | 2 | 1 | 3 | 49 | 46 | +3  |
| 3. | Camogli              | 7   | 6 | 2 | 1 | 3 | 44 | 51 | -7  |
| 4. | Plebiscito Padova    | 2   | 6 | 0 | 2 | 4 | 42 | 60 | -18 |

| 22-10-05 | 1ª giornata      | 05-11-05 |
| 15-9     | Savona - Nervi   | 9-6      |
| 7-7      | Padova - Camogli | 11-13    |

| 26-10-05 | 2ª giornata      | 09-11-05 |
| 8-8      | Nervi - Padova   | 14-4     |
| 6-10     | Camogli - Savona | 8-11     |

| 29-10-05 | 3ª giornata     | 12-11-05 |
| 6-7      | Padova - Savona | 6-11     |
| 7-5      | Camogli - Nervi | 3-7      |

### Girone 2
|    | Prima fase 2005-2006 | Pti | G | V | N | P | GF | GS | DR  |
| -- | -------------------- | --- | - | - | - | - | -- | -- | --- |
| 1. | Pro Recco            | 18  | 6 | 6 | 0 | 0 | 86 | 31 | +55 |
| 2. | Chiavari             | 7   | 6 | 2 | 1 | 3 | 39 | 51 | -12 |
| 3. | Ortigia              | 7   | 6 | 2 | 1 | 3 | 41 | 46 | -5  |
| 4. | Bogliasco            | 3   | 6 | 1 | 0 | 5 | 39 | 77 | -38 |

| 22-10-05 | 1ª giornata          | 05-11-05 |
| 6-10     | Bogliasco - Ortigia  | 6-10     |
| 14-2     | Pro Recco - Chiavari | 11-7     |

| 26-10-05 | 2ª giornata          | 09-11-05 |
| 10-6     | Chiavari - Bogliasco | 9-10     |
| 6-9      | Ortigia - Pro Recco  | 5-14     |

| 29-10-05 | 3ª giornata           | 12-11-05 |
| 6-16     | Bogliasco - Pro Recco | 5-22     |
| 6-5      | Chiavari - Ortigia    | 5-5      |

### Girone 3
|    | Prima fase 2005-2006 | Pti | G | V | N | P | GF | GS | DR  |
| -- | -------------------- | --- | - | - | - | - | -- | -- | --- |
| 1. | Posillipo            | 18  | 6 | 6 | 0 | 0 | 97 | 44 | +53 |
| 2. | CN Salerno           | 9   | 6 | 3 | 0 | 3 | 59 | 69 | -10 |
| 3. | Florentia            | 9   | 6 | 3 | 0 | 3 | 65 | 63 | +2  |
| 4. | Lazio                | 0   | 6 | 0 | 0 | 6 | 41 | 86 | -45 |

| 22-10-05 | 1ª giornata           | 05-11-05 |
| 11-7     | Posillipo - Florentia | 16-10    |
| 7-9      | Lazio - Salerno       | 8-13     |

| 26-10-05 | 2ª giornata         | 09-11-05 |
| 8-17     | Salerno - Posillipo | 8-17     |
| 11-7     | Florentia - Lazio   | 17-8     |

| 29-10-05 | 3ª giornata         | 12-11-05 |
| 7-17     | Lazio - Posillipo   | 4-19     |
| 9-7      | Salerno - Florentia | 12-13    |

### Girone 4
|    | Prima fase 2005-2006 | Pti | G | V | N | P | GF | GS | DR  |
| -- | -------------------- | --- | - | - | - | - | -- | -- | --- |
| 1. | Bissolati Cremona    | 14  | 6 | 4 | 2 | 0 | 71 | 41 | +30 |
| 2. | Leonessa             | 14  | 6 | 4 | 2 | 0 | 70 | 42 | +28 |
| 3. | Catania              | 6   | 6 | 2 | 0 | 4 | 47 | 55 | -8  |
| 4. | Telimar Palermo      | 0   | 6 | 0 | 0 | 6 | 32 | 82 | -50 |

| 22-10-05 | 1ª giornata        | 09-11-05 |
| 9-9      | Cremona - Leonessa | 10-10    |
| 11-3     | Catania - Telimar  | 11-9     |

| 26-10-05 | 2ª giornata        | 05-11-05 |
| 5-14     | Telimar - Leonessa | 1-15     |
| 4-9      | Catania - Cremona  | 4-12     |

| 29-10-05 | 3ª giornata        | 12-11-05 |
| 11-7     | Leonessa - Catania | 11-10    |
| 9-17     | Telimar - Cremona  | 5-14     |

## Seconda fase
Le 16 squadre sono state inserite in due gironi da 8 squadre ciascuno in base ai risultati ottenuti nella fase precedente. Le prime 6 del girone A si sono qualificate direttamente ai playoff scudetto, mentre le ultime 2 hanno disputato uno spareggio con le prime due del girone B: le vincenti sono andate ai play off e le perdenti hanno raggiunto ai play-out le ultime sei classificate del girone B.

### Girone A

#### Classifica
|  |    | Seconda fase 2005-2006 | Pti | G  | V  | N | P  | GF  | GS  | DR  |
|  | -- | ---------------------- | --- | -- | -- | - | -- | --- | --- | --- |
|  | 1. | Posillipo              | 35  | 14 | 11 | 2 | 1  | 166 | 119 | +47 |
|  | 2. | Pro Recco              | 33  | 14 | 10 | 3 | 1  | 165 | 104 | +61 |
|  | 3. | Leonessa               | 30  | 14 | 10 | 0 | 4  | 126 | 110 | +16 |
|  | 4. | Savona                 | 28  | 14 | 9  | 1 | 4  | 142 | 105 | +37 |
|  | 5. | Bissolati Cremona      | 18  | 14 | 6  | 0 | 8  | 126 | 124 | +2  |
|  | 6. | Chiavari               | 9   | 14 | 3  | 0 | 11 | 111 | 161 | -50 |
|  | 7. | Nervi                  | 9   | 14 | 3  | 0 | 11 | 108 | 150 | -42 |
|  | 8. | CN Salerno             | 3   | 14 | 1  | 0 | 13 | 119 | 190 | -71 |

#### Calendario e risultati
| 19-11-05 | 1ª giornata         | 21-01-06 |
| 16-6     | Pro Recco - Salerno | 18-9     |
| 11-4     | Savona - Nervi      | 14-8     |
| 11-14    | Cremona - Posillipo | 7-10     |
| 9-6      | Leonessa - Chiavari | 14-9     |

| 03-12-05 | 4ª giornata         | 11-02-06 |
| 8-4      | Leonessa - Savona   | 5-9      |
| 7-5      | Pro Recco - Cremona | 12-7     |
| 5-8      | Chiavari - Nervi    | 10-7     |
| 11-16    | Salerno - Posillipo | 8-18     |

| 13-01-06 | 7ª giornata          | 11-03-06 |
| 6-12     | Cremona - Savona     | 5-9      |
| 12-10    | Pro Recco - Leonessa | 10-3     |
| 9-12     | Salerno - Chiavari   | 9-14     |
| 13-9     | Posillipo - Nervi    | 16-5     |

| 26-11-05 | 2ª giornata          | 04-02-06 |
| 7-9      | Posillipo - Leonessa | 12-10    |
| 6-12     | Chiavari - Cremona   | 6-13     |
| 7-13     | Salerno - Savona     | 9-13     |
| 8-13     | Nervi - Pro Recco    | 10-9     |

| 17-12-04 | 5ª giornata           | 18-02-06 |
| 10-8     | Cremona - Salerno     | 15-9     |
| 9-9      | Posillipo - Pro Recco | 7-7      |
| 11-6     | Savona - Chiavari     | 13-7     |
| 5-6      | Nervi - Leonessa      | 8-12     |

| 30-11-05 | 3ª giornata          | 07-02-06 |
| 11-9     | Nervi - Salerno      | 12-13    |
| 9-11     | Savona - Pro Recco   | 9-9      |
| 7-8      | Cremona - Leonessa   | 9-10     |
| 15-10    | Posillipo - Chiavari | 9-8      |

| 07-01-06 | 6ª giornata          | 25-02-06 |
| 7-11     | Savona - Posillipo   | 8-9      |
| 7-11     | Nervi - Cremona      | 6-8      |
| 6-16     | Chiavari - Pro Recco | 6-16     |
| 13-4     | Leonessa - Salerno   | 9-8      |

### Girone B

#### Classifica
|  |    | Seconda fase 2005-2006 | Pti | G  | V  | N | P  | GF  | GS  | DR  |
|  | -- | ---------------------- | --- | -- | -- | - | -- | --- | --- | --- |
|  | 1. | Florentia              | 31  | 14 | 10 | 1 | 3  | 147 | 113 | +34 |
|  | 2. | Ortigia                | 29  | 14 | 9  | 2 | 3  | 142 | 122 | +20 |
|  | 3. | Plebiscito Padova      | 26  | 14 | 8  | 2 | 4  | 118 | 111 | +7  |
|  | 4. | Camogli                | 26  | 14 | 8  | 2 | 4  | 145 | 120 | +25 |
|  | 5. | Bogliasco              | 24  | 14 | 6  | 6 | 2  | 143 | 146 | -3  |
|  | 6. | Catania                | 12  | 14 | 3  | 3 | 8  | 109 | 133 | -24 |
|  | 7. | Lazio                  | 11  | 14 | 3  | 2 | 9  | 107 | 129 | -22 |
|  | 8. | Telimar Palermo        | 4   | 14 | 1  | 1 | 12 | 107 | 154 | -47 |

#### Calendario e risultati
| 19-11-05 | 1ª giornata         | 21-01-06 |
| 8-9      | Bogliasco - Catania | 6-6      |
| 12-7     | Florentia - Camogli | 9-11     |
| 7-5      | Padova - Ortigia    | 10-11    |
| 10-8     | Lazio - Telimar     | 9-9      |

| 03-12-05 | 4ª giornata         | 11-02-06 |
| 11-10    | Telimar - Catania   | 5-13     |
| 8-9      | Lazio - Padova      | 10-10    |
| 11-11    | Bogliasco - Camogli | 13-12    |
| 11-8     | Florentia - Ortigia | 6-9      |

| 14-01-06 | 7ª giornata           | 11-03-06 |
| 7-6      | Catania - Lazio       | 5-11     |
| 12-13    | Bogliasco - Florentia | 10-15    |
| 8-7      | Padova - Telimar      | 11-5     |
| 8-8      | Ortigia - Camogli     | 9-8      |

| 26-11-05 | 2ª giornata         | 04-02-06 |
| 5-8      | Telimar - Florentia | 6-12     |
| 6-9      | Catania - Padova    | 7-8      |
| 13-7     | Camogli - Lazio     | 10-6     |
| 19-11    | Ortigia - Bogliasco | 14-15    |

| 17-12-05 | 5ª giornata         | 18-02-06 |
| 11-9     | Ortigia - Lazio     | 10-5     |
| 14-8     | Bogliasco - Telimar | 11-10    |
| 6-10     | Padova - Florentia  | 7-11     |
| 8-10     | Catania - Camogli   | 4-11     |

| 30-11-05 | 3ª giornata        | 07-02-06 |
| 9-8      | Padova - Bogliasco | 8-8      |
| 17-9     | Camogli - Telimar  | 12-8     |
| 5-13     | Lazio - Florentia  | 9-8      |
| 10-10    | Catania - Ortigia  | 6-9      |

| 07-01-06 | 6ª giornata         | 25-02-06 |
| 8-7      | Camogli - Padova    | 7-9      |
| 7-8      | Lazio - Bogliasco   | 5-8      |
| 9-8      | Florentia - Catania | 10-10    |
| 9-11     | Telimar - Ortigia   | 7-8      |

## Spareggi
Gli spareggi si sono svolti su gare di andata e ritorno il 17 e il 21 marzo. Le due squadre vincenti si sono qualificate ai play-off, le perdenti sono passate ai playout per evitare la retrocessione.
| Nervi - Ortigia 19-15 |         |      |         |
| 17-03-2006            | Ortigia | 8-8  | Nervi   |
| 21-03-2006            | Nervi   | 11-7 | Ortigia |

| CN Salerno - Florentia 18-20 |            |      |            |
| 17-03-2006                   | Florentia  | 10-9 | CN Salerno |
| 21-03-2006                   | CN Salerno | 9-10 | Florentia  |

## Play-off

### Tabellone
|  | Quarti di finale | Quarti di finale  | Quarti di finale |           |          | Semifinali | Semifinali | Semifinali |  |  | Finale | Finale    | Finale |
|  |                  |                   |                  |           |          |            |            |            |  |  |        |           |        |
|  | 1                | Posillipo         | 2                |           |          |            |            |            |  |  |        |           |        |
|  | 8                | Florentia         | 0                |           |          |            |            |            |  |  |        |           |        |
|  | 8                | Florentia         | 0                |           | 1        | Posillipo  | 3          |            |  |  |        |           |        |
|  |                  |                   |                  |           | 1        | Posillipo  | 3          |            |  |  |        |           |        |
|  |                  | 4                 | Savona           | 2         |          |            |            |            |  |  |        |           |        |
|  | 4                | 4                 | Savona           | 2         | Savona   | 2          |            |            |  |  |        |           |        |
|  | 4                |                   |                  |           | Savona   | 2          |            |            |  |  |        |           |        |
|  | 5                | Bissolati Cremona | 0                |           |          |            |            |            |  |  |        |           |        |
|  |                  |                   |                  |           |          |            |            |            |  |  | 1      | Posillipo | 1      |
|  |                  |                   | 2                | Pro Recco | 3        |            |            |            |  |  |        |           |        |
|  | 2                | Pro Recco         | 2                |           |          |            |            |            |  |  |        |           |        |
|  | 7                | Nervi             | 0                |           |          |            |            |            |  |  |        |           |        |
|  | 7                | Nervi             | 0                |           | 2        | Pro Recco  | 3          |            |  |  |        |           |        |
|  |                  |                   |                  |           | 2        | Pro Recco  | 3          |            |  |  |        |           |        |
|  |                  | 3                 | Leonessa         | 1         |          |            |            |            |  |  |        |           |        |
|  | 3                | 3                 | Leonessa         | 1         | Leonessa | 2          |            |            |  |  |        |           |        |
|  | 3                |                   |                  |           | Leonessa | 2          |            |            |  |  |        |           |        |
|  | 6                | Chiavari          | 1                |           |          |            |            |            |  |  |        |           |        |

### Quarti di finale

#### Posillipo - Florentia
| Napoli 25 marzo 2006, ore 20:30 Gara 1 | Posillipo            | 13 – 8 (1-2, 5-1, 5-4, 2-1) | Florentia | Piscina Felice Scandone (600 spett.)\| Arbitri: \| Bianchi Marchisiello \| |
| Arbitri:                               | Bianchi Marchisiello |                             |           |                                                                            |

| Firenze 29 marzo 2006, ore 20:30 Gara 2 | Florentia    | 7 – 8 (2-3, 3-1, 0-1, 2-3) | Posillipo | Piscina Goffredo Nannini (500 spett.)\| Arbitri: \| Caputi Costa \| |
| Arbitri:                                | Caputi Costa |                            |           |                                                                     |

#### Savona - Bissolati
| Albisola Superiore 25 marzo 2006, ore 20:30 Gara 1 | Savona          | 22 – 21 (rig) (1-2, 4-4, 3-2, 4-4; 1-0, 1-2; 8-7) | Bissolati Cremona | Piscina Luceto (300 spett.)\| Arbitri: \| De Chiara Gomez \| |
| Arbitri:                                           | De Chiara Gomez |                                                   |                   |                                                              |

| Cremona 29 marzo 2006, ore 20:30 Gara 2 | Bissolati Cremona   | 10 – 13 (3-2, 2-3, 3-5, 2-3) | Savona | Piscina sociale (700 spett.)\| Arbitri: \| Collantoni Paoletti \| |
| Arbitri:                                | Collantoni Paoletti |                              |        |                                                                   |

#### Pro Recco - Nervi
| Camogli 25 marzo 2006, ore 20:30 Gara 1 | Pro Recco     | 12 – 4 (2-1, 5-1, 3-1, 2-1) | Nervi | Piscina Giuva Baldini (300 spett.)\| Arbitri: \| Saeli Taccini \| |
| Arbitri:                                | Saeli Taccini |                             |       |                                                                   |

| Genova 29 marzo 2006, ore 20:30 Gara 2 | Nervi              | 9 – 18 (0-6, 1-2, 4-3, 4-7) | Pro Recco | Piscina Sciorba (200 spett.)\| Arbitri: \| Ceccarelli Rotunno \| |
| Arbitri:                               | Ceccarelli Rotunno |                             |           |                                                                  |

#### Leonessa - Chiavari
| Brescia 25 marzo 2006, ore 20:30 Gara 1 | Leonessa            | 15 – 7 (4-0, 2-1, 4-3, 5-3) | Chiavari | Piscina PalaSystema (200 spett.)\| Arbitri: \| D. De Meo Rotondano \| |
| Arbitri:                                | D. De Meo Rotondano |                             |          |                                                                       |

| Chiavari 29 marzo 2006, ore 21:00 Gara 2 | Chiavari            | 13 – 12 (2-0, 0-1, 1-2, 3-3) | Leonessa | Piscina Mario Ravera (300 spett.)\| Arbitri: \| Carannante Pascucci \| |
| Arbitri:                                 | Carannante Pascucci |                              |          |                                                                        |

| Brescia 12 marzo 2006, ore 19:30 Gara 3 | Leonessa          | 17 – 10 (4-3, 4-3, 5-2, 4-2) | Chiavari | Piscina PalaSystema (350 spett.)\| Arbitri: \| Riccitelli Severo \| |
| Arbitri:                                | Riccitelli Severo |                              |          |                                                                     |

### Semifinali

#### Posillipo - Savona
| Napoli 28 aprile 2006, ore 19:30 Gara 1 | Posillipo             | 11 – 12 (4-4, 0-3, 6-3, 1-2) | Savona | Piscina Felice Scandone (800 spett.)\| Arbitri: \| Collantoni Riccitelli \| |
| Arbitri:                                | Collantoni Riccitelli |                              |        |                                                                             |

| Albisola Superiore 1º maggio 2006, ore 20:30 Gara 2 | Savona           | 10 – 11 (1-3, 3-2, 3-2, 3-4) | Posillipo | Piscina Luceto (600 spett.)\| Arbitri: \| Caputi D. De Meo \| |
| Arbitri:                                            | Caputi D. De Meo |                              |           |                                                               |

| Napoli 4 maggio 2006, ore 20:30 Gara 3 | Posillipo        | 15 – 14 (rig) (2-2, 3-2, 2-1, 1-3; 1-1, 1-1; 5-4) | Savona | Piscina Felice Scandone (1000 spett.)\| Arbitri: \| Bianchi Paoletti \| |
| Arbitri:                               | Bianchi Paoletti |                                                   |        |                                                                         |

| Albisola Superiore 7 maggio 2006, ore 20:00 Gara 4 | Savona            | 8 – 5 (1-0, 2-2, 3-3, 2-0) | Posillipo | Piscina Luceto (800 spett.)\| Arbitri: \| Grosso Riccitelli \| |
| Arbitri:                                           | Grosso Riccitelli |                            |           |                                                                |

| Napoli 10 maggio 2006, ore 19:00 Gara 5 | Posillipo        | 8 – 7 (3-2, 1-2, 1-1, 3-2) | Savona | Piscina Felice Scandone (3000 spett.)\| Arbitri: \| Bianchi Paoletti \| |
| Arbitri:                                | Bianchi Paoletti |                            |        |                                                                         |

#### Pro Recco - Leonessa
| Camogli 28 aprile 2006, ore 20:30 Gara 1 | Pro Recco          | 12 – 7 (3-1, 3-3, 4-2, 2-1) | Leonessa | Piscina Giuva Baldini (500 spett.)\| Arbitri: \| Carannante Rotunno \| |
| Arbitri:                                 | Carannante Rotunno |                             |          |                                                                        |

| Brescia 1º maggio 2006, ore 19:25 Gara 2 | Leonessa        | 11 – 10 (5-2, 3-1, 2-2, 1-5) | Pro Recco | Piscina PalaSystema (1000 spett.)\| Arbitri: \| De Chiara Gomez \| |
| Arbitri:                                 | De Chiara Gomez |                              |           |                                                                    |

| Camogli 2006, ore 20:30 Gara 3 | Pro Recco      | 12 – 10 (5-2, 3-3, 3-3, 1-2) | Leonessa | Piscina Giuva Baldini\| Arbitri: \| Grosso Taccini \| |
| Arbitri:                       | Grosso Taccini |                              |          |                                                       |

| Brescia 7 maggio 2006, ore 19:30 Gara 4 | Leonessa       | 6 – 8 (2-3, 2-2, 1-2, 1-1) | Pro Recco | Piscina PalaSystema (900 spett.)\| Arbitri: \| Bianchi Caputi \| |
| Arbitri:                                | Bianchi Caputi |                            |           |                                                                  |

### Finale Scudetto
| Napoli 13 maggio 2006, ore 19:30 Gara 1 | Posillipo         | 9 – 6 (2-1, 2-3, 1-1, 4-1) | Pro Recco | Piscina Felice Scandone (5000 spett.)\| Arbitri: \| Collantoni Grosso \| |
| Arbitri:                                | Collantoni Grosso |                            |           |                                                                          |

| Camogli 24 maggio 2006, ore 19:30 Gara 2 | Pro Recco       | 11 – 7 (3-1, 1-1, 5-3, 2-2) | Posillipo | Piscina Giuva Baldini (1000 spett.)\| Arbitri: \| Caputi Paoletti \| |
| Arbitri:                                 | Caputi Paoletti |                             |           |                                                                      |

| Napoli 27 maggio 2006, ore 19:30 Gara 3 | Posillipo         | 10 – 12 (2-1, 2-3, 4-4, 2-4) | Pro Recco | Piscina Felice Scandone (5000 spett.)\| Arbitri: \| Bianchi D. De Meo \| |
| Arbitri:                                | Bianchi D. De Meo |                              |           |                                                                          |

| Camogli 31 maggio 2006, ore 19:30 Gara 4 | Pro Recco         | 7 – 5 (3-2, 3-2, 0-1, 1-1) | Posillipo | Piscina Giuva Baldini (2000 spett.)\| Arbitri: \| Grosso Riccitelli \| |
| Arbitri:                                 | Grosso Riccitelli |                            |           |                                                                        |

## Play-out

### Tabellone 1
|  | Semifinali      | Semifinali      | Semifinali      | Semifinali | Semifinali |  |  | Finale          | Finale          | Finale          | Finale | Finale |  |
|  |                 |                 |                 |            |            |  |  |                 |                 |                 |        |        |  |
|  | CN Salerno      | CN Salerno      | CN Salerno      | 13         | 7          |  |  |                 |                 |                 |        |        |  |
|  | Telimar Palermo | Telimar Palermo | Telimar Palermo | 8          | 5          |  |  | Telimar Palermo | Telimar Palermo | Telimar Palermo | 9      | 6      |  |
|  | Camogli         | Camogli         | Camogli         | 11         | 9          |  |  | Bogliasco       | Bogliasco       | Bogliasco       | 12     | 9      |  |
|  | Bogliasco       | Bogliasco       | Bogliasco       | 10         | 5          |  |  |                 |                 |                 |        |        |  |

#### Semifinali
| Salerno - Telimar 2-0 |                   |      |  |
|                       |                   |      |  |
| 29-3                  | Salerno - Telimar | 13-8 |  |
| 12-4                  | Telimar - Salerno | 5-7  |  |

| Camogli - Bogliasco 2-0 |                     |       |  |
|                         |                     |       |  |
| 29-3                    | Camogli - Bogliasco | 11-10 |  |
| 12-4                    | Bogliasco - Camogli | 5-9   |  |

#### Finale
| Bogliasco - Telimar 2-0 |                     |      |  |
|                         |                     |      |  |
| 29-4                    | Bogliasco - Telimar | 12-9 |  |
| 6-5                     | Telimar - Bogliasco | 6-9  |  |

### Tabellone 2
|  | Semifinali        | Semifinali        | Semifinali | Semifinali | Semifinali |  |  | Finale  | Finale  | Finale | Finale | Finale |  |
|  |                   |                   |            |            |            |  |  |         |         |        |        |        |  |
|  | Ortigia           | Ortigia           | Ortigia    | 8          | 7          |  |  |         |         |        |        |        |  |
|  | Lazio             | Lazio             | Lazio      | 3          | 5          |  |  | Lazio   | Lazio   | 5      | 12     | 9      |  |
|  | Plebiscito Padova | Plebiscito Padova | 4          | 6          | 15         |  |  | Catania | Catania | 6      | 9      | 10     |  |
|  | Catania           | Catania           | 6          | 4          | 14         |  |  |         |         |        |        |        |  |

#### Semifinali
| Ortigia - Lazio 2-0 |                 |     |  |
|                     |                 |     |  |
| 29-3                | Ortigia - Lazio | 8-3 |  |
| 12-4                | Lazio - Ortigia | 5-7 |  |

| Plebiscito - Catania 2-1 |                      |       |  |
|                          |                      |       |  |
| 29-3                     | Plebiscito - Catania | 4-6   |  |
| 12-4                     | Catania - Plebiscito | 4-6   |  |
| 22-4                     | Plebiscito - Catania | 15-14 |  |

#### Finale
| Catania - Lazio 2-1 |                 |      |  |
|                     |                 |      |  |
| 29-4                | Catania - Lazio | 6-5  |  |
| 6-5                 | Lazio - Catania | 12-9 |  |
| 10-5                | Catania - Lazio | 10-9 |  |

## Classifica finale
|  |     | Classifica finale 2005-2006 | G  | V  | N | P  | GF  | GS  | DR   |
|  | --- | --------------------------- | -- | -- | - | -- | --- | --- | ---- |
|  | 1.  | Pro Recco                   | 30 | 24 | 3 | 3  | 359 | 213 | +146 |
|  | 2.  | Posillipo                   | 31 | 23 | 2 | 6  | 360 | 261 | +99  |
|  | 3.  | Leonessa                    | 27 | 17 | 2 | 8  | 274 | 224 | +50  |
|  | 4.  | Savona                      | 27 | 19 | 1 | 7  | 278 | 215 | +63  |
|  | 5.  | Bissolati Cremona           | 22 | 10 | 2 | 10 | 220 | 193 | +27  |
|  | 6.  | Chiavari                    | 23 | 6  | 1 | 16 | 180 | 256 | -76  |
|  | 7.  | Nervi                       | 24 | 6  | 2 | 16 | 189 | 241 | -52  |
|  | 8.  | Florentia                   | 24 | 15 | 1 | 8  | 247 | 215 | +32  |
|  | 9.  | CN Salerno                  | 24 | 6  | 0 | 18 | 216 | 292 | -76  |
|  | 10. | Ortigia                     | 24 | 13 | 4 | 7  | 213 | 195 | +18  |
|  | 11. | Plebiscito Padova           | 23 | 10 | 4 | 9  | 185 | 195 | -10  |
|  | 12. | Camogli                     | 22 | 12 | 3 | 7  | 209 | 186 | +23  |
|  | 13. | Bogliasco                   | 24 | 9  | 6 | 9  | 218 | 258 | -40  |
|  | 14. | Catania                     | 26 | 8  | 3 | 15 | 205 | 239 | -34  |
|  | 15. | Lazio                       | 25 | 4  | 2 | 19 | 182 | 255 | -67  |
|  | 16. | Telimar Palermo             | 24 | 1  | 1 | 22 | 167 | 277 | -110 |

## Classifica marcatori
|  | Gol | Marcatore             | Squadra    |
|  | --- | --------------------- | ---------- |
|  | 87  | Aleksandar Šapić      | Savona     |
|  | 60  | Thomas Whalan         | Nervi      |
|  | 57  | Yugoslav Vasović      | Florentia  |
|  | 56  | Alberto Angelini      | Pro Recco  |
|  | 56  | Alessandro Calcaterra | Pro Recco  |
|  | 53  | Vanja Udovičić        | Posillipo  |
|  | 50  | Luigi Di Costanzo     | Posillipo  |
|  | 50  | Boris Zloković        | Posillipo  |
|  | 48  | Nebojša Milić         | CN Salerno |
|  | 46  | Tamás Kásás           | Savona     |
|  |     |                       |            |

|  | Gol | Marcatore             | Squadra           |
|  | --- | --------------------- | ----------------- |
|  | 46  | Francesco Postiglione | Posillipo         |
|  | 44  | Tony Azevedo          | Bissolati Cremona |
|  | 42  | Márton Szívós         | Pro Recco         |
|  | 42  | Veljko Uskoković      | CN Salerno        |
|  | 41  | Fabio Gambacorta      | Bogliasco         |
|  | 41  | Dubravko Šimenc       | Bogliasco         |
|  | 40  | Fabrizio Di Patti     | Telimar Palermo   |
|  | 39  | Tamás Märcz           | Chiavari          |
|  | 38  | Christian Presciutti  | Camogli           |
|  | 38  | Krešimir Zubčić       | Catania           |
|  |     |                       |                   |

## Verdetti
- Pro Recco: campione d'Italia.
- Pro Recco, Posillipo e Leonessa Brescia qualificate alla Eurolega 2006-2007
- Rari Nantes Savona e Nervi qualificate alla Coppa LEN 2006-2007
- Lazio e Telimar Palermo: retrocesse in Serie A2